# رادیو کردی قاهره
رادیو کردی قاهره (به کردی: ڕادیۆی کوردیی قاهیره)، یک بخش رادیویی کردی‌زبان بود که در سال ۱۹۵۷ (۱۳۳۶ خورشیدی) در شهر قاهره پایتخت کشور مصر به راه افتاد. این رادیو به مدت یازده سال و تا سال ۱۹۶۸ به پخش برنامه‌های خود به زبان کردی ادامه داد.

## برنامه‌های رادیو
رادیو کردی قاهره موضعی ضد آمریکایی داشت و از ابتدای کار خود علیه حکومت‌های ترکیه، ایران و عراق که در آن زمان همگی به آمریکا گرایش داشتند تبلیغاتی انجام می‌داد. برنامه‌های بخش کردی معمولاً با پخش سرود ای رقیب آغاز می‌شد. موسیقی در برنامه‌های رادیو کردی قاهره جای ویژه‌ای داشت و این رادیو سرودهای میهنی متعددی به زبان کردی پخش می‌کرد.

## تعطیلی
از ابتدای پخش برنامه‌های رادیو قاهره، تلاش حکومت ترکیه برای فشار بر مقامات مصر به منظور تعطیلی این رادیو آغاز شد. سفیر وقت ترکیه در مصر در دیدار با جمال عبدالناصر نسبت به تأسیس رادیوی کردی در پایتخت مصر اعتراض می‌کند. اما جمال عبدالناصر در پاسخ به او می‌گوید: «مگر شما نمی‌گویید که کُردی در ترکیه زندگی نمی‌کند، پس چرا برآشفته شده‌اید؟»
در نهایت به دنبال فشار و رایزنی مقامات ایران، عراق و ترکیه، در سال ۱۹۶۸ پخش برنامه از بخش کُردی رادیو قاهره پس از ۱۱ سال فعالیت متوقف شد.

## کارمندان
فواد معصوم رئیس جمهور سابق عراق در مدتی که در شهر قاهره دانشجو بود، در رادیوی قاهره به فعالیت می‌پرداخت.